# Оронгой (река)
Оронго́й (бур. Оронго гол) — река в центральной Бурятии, левый приток Селенги.
Протекает по территории Иволгинского и Селенгинского районов. Длина реки — 70 км, водосборная площадь — 1950 км². Среднегодовой расход воды в 16 км от устья составляет 8,25 м³/с (данные наблюдений с 1937 по 1997 год).
Впадает в Селенгу между реками Хилок и Уда. Притоки: Оронгойский оросительный канал, Гильбири, Убукун, Хайцун, Черемхова, Зверовая, Солонцовая, Берёзовая, Ярина.
На левом берегу реки расположен улус Оронгой (Иволгинский район). По долине нижнего течения реки от устья до впадения реки Убукун проходит Южная ветка Восточно-Сибирской железной дороги Улан-Удэ — Наушки. Выше железнодорожной станции Оронгой реку пересекает федеральная автодорога Кяхтинский тракт.
| Средний расход воды (м³/с) реки по месяцам с 1937 по 1997 гг. (замеры производились на гидрологическом посту в 16 км от устья) |